# فهرست کشورها بر پایه تولید بنتونیت

تولید بنتونیت در سال ۲۰۰۵. (کلیک کنید بر روی تصویر برای جزئیات بیشتر)

بنتونیت جاذب آلومینیوم، به‌طور کلی در خاک رس ناخالص بیشتر است و شامل چند نوع می‌شود. و عناصری مانند پتاسیم، سدیم، کلسیم، و آلومینیوم را در خود دارد. همچنین به عنوان یک خاک رس مشابه به نام tonstein مقایسه می‌شود و برای بستر خاک رس با منشا نامشخص استفاده می‌شود. بنتونیت برای اهداف صنعتی مانند بنتونیت سدیم و کلسیم استفاده می‌شود.

## فهرست کشورهای تولیدکننده
این فهرست کشورهای تولیدکننده بنتونیت، توسط»بررسی زمین‌شناسی بریتانیا«در ژوئن ۲۰۰۸ منتشر شده‌است.
| رتبه | کشور             | تولید بنتونیت (تن) |
| ---- | ---------------- | ------------------ |
|      | جهان             | ۱۴٬۶۰۰٬۰۰۰         |
| ۱    | ایالات متحده     | ۴٬۶۲۰٬۰۰۰          |
| ۲    | چین              | ۳٬۲۰۰٬۰۰۰          |
| ۳    | یونان            | ۱٬۱۰۰٬۰۰۰          |
| ۴    | ترکیه            | ۶۰۰٬۰۰۰            |
| ۵    | روسیه            | ۵۰۰٬۰۰۰            |
| ۶    | ایتالیا          | ۴۷۰٬۰۰۰            |
| ۷    | مکزیک            | ۴۳۵٬۲۷۳            |
| ۸    | برزیل            | ۴۱۹٬۲۱۴            |
| ۹    | المان            | ۳۶۳٬۹۹۸            |
| ۱۰   | آرژانتین         | ۲۵۶٬۱۶۵            |
| ۱۱   | جمهوری چک        | ۲۲۰٬۰۰۰            |
| ۱۲   | ایران            | ۱۸۶٬۳۲۳            |
| ۱۳   | اسپانیا          | ۱۶۰٬۰۰۰            |
| ۱۴   | قبرس             | ۱۵۰٬۶۲۰            |
| ۱۵   | استرالیا         | ۱۳۵٬۰۰۰            |
| ۱۶   | بلغارستان        | ۱۳۴٬۵۰۰            |
| ۱۷   | اسلواکی          | ۹۵٬۷۰۰             |
| ۱۸   | لهستان           | ۹۳٬۸۸۰             |
| ۱۹   | کره جنوبی        | ۶۱٬۱۳۷             |
| ۲۰   | جمهوری آذربایجان | ۴۰٬۶۰۰             |
| ۲۱   | آفریقای جنوبی    | ۳۲٬۸۷۸             |
| ۲۲   | الجزایر          | ۲۷٬۱۱۰             |
| ۲۳   | اوکراین          | ۲۵٬۰۰۰             |
| ۲۴   | بوسنی و هرزگوین  | ۲۴٬۰۵۰             |
| ۲۵   | مقدونیه          | ۲۰٬۳۵۳             |
| ۲۶   | رومانی           | ۲۰٬۲۲۹             |
| ۲۷   | ویتنام           | ۲۰٬۰۰۰             |
| 28   | دانمارک          | ۱۹٬۰۱۱             |
| 29   | کرواسی           | ۱۶٬۴۱۰             |
| 30   | ازبکستان         | ۱۵٬۰۰۰             |
| 31   | پرو              | ۱۴٬۵۹۰             |
| 32   | پاکستان          | ۱۲٬۰۰۰             |
| ۳۳   | کلمبیا           | ۸٬۵۰۰              |
| ۳۴   | مجارستان         | ۶٬۶۳۵              |
| ۳۵   | مصر              | ۶٬۳۰۰              |
| ۳۶   | نیکاراگوئه       | ۶٬۳۰۰              |
| ۳۷   | اندونزی          | ۵٬۰۰۰              |
| ۳۸   | گرجستان          | ۴٬۴۸۷              |
| ۳۹   | فیلیپین          | ۳٬۶۰۰              |
| ۴۰   | نیوزیلند         | ۳٬۰۲۸              |
| ۴۱   | تایلند           | ۱٬۲۰۰              |
| ۴۲   | برمه             | ۸۰۰                |
| ۴۳   | ارمنستان         | ۷۲۰                |
| ۴۴   | موزامبیک         | ۶۱۰                |